# Liste des comtés du Nouveau-Brunswick
Il y a 15 comtés dans la province canadienne du Nouveau-Brunswick. Les comtés existaient en tant que municipalités entre les années 1850 et 1966. Ils n'ont plus de rôle officiel aujourd'hui, mais sont toujours utilisés à des fins de recensement et dans certains découpages administratifs.

## Histoire

### Origines
Le territoire appelé Nouveau-Brunswick de nos jours est disputé entre la France et la Grande-Bretagne jusqu'à sa conquête par les Britanniques à partir de 1755, où il est annexé à la Nouvelle-Écosse. Cette province est divisée en comtés en 1759 et tout le territoire au nord du comté de Kings, comprenant tout le Nouveau-Brunswick actuel, est inclus dans le comté de Cumberland,. La vallée du fleuve Saint-Jean est séparée de ce dernier en 1765 pour former le comté de Sunbury. Une frontière est finalement établie entre les deux comté en 1770. La frontière ouest du comté de Sunbury est décrite comme suivant la ligne plein nord à partir de la source du fleuve Sainte-Croix, jusqu'au fleuve Saint-Jean et ensuite jusqu'à la frontière sud du Québec. Cette description chevauche en fait une partie du territoire du Maine puisque, pour rejoindre la frontière du Québec à partir du fleuve Saint-Jean, il faut aller loin vers l'ouest, jusque dans les environs de la source de la rivière Chaudière.

### Création et évolution des comtés
Le Nouveau-Brunswick est séparé de la Nouvelle-Écosse en 1784. Un an plus tard, la province est divisée en huit comtés : Charlotte, Kings, Northumberland, Queens, Saint-Jean, Sunbury, Westmorland et York. En 1786, lors de la première session de l'Assemblée législative du Nouveau-Brunswick, les députés votent en faveur de la An Act for the better ascertaining and confirming the boudaries of the Several Counties within this Province, and for subdividing them into Town or Parishes', littéralement Une loi pour une meilleure reconnaissance et une confirmation des frontières des nombreux comtés à l'intérieur de cette province, ainsi que la subdivision de celle-ci en villes ou paroisses; elle est plus tard appelée la Territorial Division Act (Loi sur la division territoriale). Il semble que les dirigeants se soient basés sur deux cartes de Joseph Frederick Wallet Desbarres de 1780 pour prendre leur décision. En effet, leurs imprécisions, comparées aux cartes modernes, ainsi que la présence des limites de certains anciens cantons expliquerait le tracé des frontières de certains comtés. En effet, trois des frontières suivent le tracé d'anciens cantons. De plus, les anciens comté de Sunbury et de Cumberland sont ignorés. Par contre, le point de départ de la frontière entre le comté de Westmorland et le comté de Northumberland, ainsi que le tracé de la frontière de ce dernier, sont similaires avec la frontière originelle des comtés de Sunbury et de Cumberland, quoiqu'il se peut que ce soit une coïncidence.
Le tracé des frontières est lié grosso modo à celui des bassins hydrographiques, une décision logique compte tenu de l'implantation des villes du Nouveau-Brunswick le long des cours d'eau. On peut en fait regrouper les comtés en trois groupes : la baie de Fundy, le fleuve Saint-Jean et la côte Nord. Il y a toutefois des différences notables avec l'emplacement réel des bassins hydrographiques, qui peuvent être expliquées par trois causes. Premièrement, la topographie de la province est surtout constituée de plaines, rendant difficile la délimitation exacte des bassins. Deuxièmement, la source de certains cours d'eau pénètre très loin à l'intérieur des terres. Troisièmement, les connaissances géographique à l'époque de l'adoption des frontières étaient imprécises. Toutefois, les frontières se basent toutes sur un point de départ facilement identifiable, par exemple une pointe, et suivent une orientation géographique précise. Le tracé de plusieurs comtés est tout de même corrigé au fur et à mesure que les connaissances géographiques s'améliorent, et aucun des huit comtés d'origine ne conserve ses frontières.
Une tentative est faite de repenser les frontières des comtés en 1826, en se basant sur le tracé des cours d'eau et non les bassins hydrographiques. L'idée et reprise en 1832, sans succès; de toute manière, la difficulté des communications à l'époque ainsi que l'emplacement de la plupart des villes le long des cours d'eau auraient rendu ce système de comtés peu pratique.
Il faut attendre 1831 pour que les cartes de la province illustrent les comtés et 1832 pour que les frontières des comtés soient arpentées. Les frontières ne sont pas marquées par des monuments mais par de simples clôtures ou marques sur les arbres, les rendant vulnérables à la pourriture ou aux feux de forêt et rendant difficile leur délimitation ultérieure.
Sept autres comtés sont créés entre 1826 et 1873 soit, dans l'ordre, les comtés de Kent, Gloucester, Carleton, Restigouche, Victoria, Albert et Madawaska. Les sources ne s'accordent pas sur les dates de constitution de certains comtés, donnant soit la date d'adoption par l'Assemblée législative, soit la date de confirmation par le gouvernement britannique; la première, considérée comme plus importante historiquement, est celle donnée dans la liste suivante.

### Municipalités de comtés
Du milieu des années 1850 jusqu'en 1877, tous les comtés sont constitués en municipalités. Le conseil municipal est composé d'un conseiller élu par les citoyens de chaque paroisse. Ces conseillers élisent ensuite un des leurs à titre de préfet. Le conseil siégeait dans le palais de justice du chef-lieu du comté. Certains officiers de paroisses étaient élus au niveau local. Ceux-ci devaient s'occuper de l'administration de services tels que les routes, les écoles, etc. Les paroisses existaient à l'origine pour éviter une trop grande concentration des pouvoirs. À partir du milieu du XIXe siècle, certaines paroisses ou portions de paroisses furent constituées en municipalités. Ce phénomène se poursuivit jusque dans les années 1960
. L'importance des autres paroisses baissa tout de même au fil des décennies.
Au XXe siècle, plusieurs comtés éprouvaient de graves problèmes financiers. De plus, il y avait des inégalités importantes dans la province quant à l'accès aux services sociaux, en particulier pour la population francophone. Les différences entre le taux d'imposition des entreprises nuisaient aussi à l'économie de certaines régions. En 1966 et 1967, le gouvernement de Louis Robichaud instaura une réforme de l'administration locale, faisant partie du programme Chances égales pour tous et se basant sur les recommandations de la Commission royale sur la finance et la taxation municipale, ou Commission Byrne. Les gouvernements de comtés furent abolis et de nouveaux villages créés. Le gouvernement prit en charge l'évaluation foncière et la facturation de l'impôt foncier et créa une subvention inconditionnelle pour les municipalités. Le champ fiscal de l'impôt foncier allait par contre être partagé entre les municipalités et la province. Pour ce qui est des services, ceux considérés comme des « services à la population », tels que l'aide sociale, la justice, la santé et l'éducation, furent transférés au gouvernement provincial, tandis que les municipalités conservèrent le contrôle sur des services tels que les pompiers, la police, l'aqueduc et les égouts, les loisirs, etc.

## Liste alphabétique
D'après le recensement de 2011.
| Comté                   | Chef-lieu     | Création | Origine                      | Population | Superficie (km²) | Carte |
| ----------------------- | ------------- | -------- | ---------------------------- | ---------- | ---------------- | ----- |
| Comté d'Albert          | Hopewell Cape | 1845     | Comté de Westmorland         | 28846      | 1806,54          |       |
| Comté de Carleton       | Woodstock     | 1833     | Comté d'York                 | 27019      | 3313,15          |       |
| Comté de Charlotte      | Saint-Andrews | 1785     | Un des huit comtés d'origine | 26549      | 3424,33          |       |
| Comté de Gloucester     | Bathurst      | 1826     | Comté de Northumberland      | 77792      | 4675,21          |       |
| Comté de Kent           | Richibouctou  | 1814     | Comté de Northumberland      | 30833      | 4552,55          |       |
| Comté de Kings          | Hampton       | 1785     | Un des huit comtés d'origine | 69665      | 3483,40          |       |
| Comté de Madawaska      | Edmundston    | 1873     | Comté de Victoria            | 33422      | 3463,05          |       |
| Comté de Northumberland | Newcastle     | 1785     | Un des huit comtés d'origine | 48355      | 12932,70         |       |
| Comté de Queens         | Gagetown      | 1785     | Un des huit comtés d'origine | 11086      | 3681,98          |       |
| Comté de Restigouche    | Dalhousie     | 1837     | Comté de Gloucester          | 32594      | 8579,66          |       |
| Comté de Saint-Jean     | Saint-Jean    | 1785     | Un des huit comtés d'origine | 76550      | 1464,53          |       |
| Comté de Sunbury        | Burton        | 1785     | Un des huit comtés d'origine | 27143      | 2697,47          |       |
| Comté de Victoria       | Perth-Andover | 1837     | Comté de Carleton            | 19921      | 5503,93          |       |
| Comté de Westmorland    | Dorchester    | 1785     | Un des huit comtés d'origine | 144158     | 3662,02          |       |
| Comté d'York            | Fredericton   | 1785     | Un des huit comtés d'origine | 97328      | 8136,66          |       |